# Trevor Traina

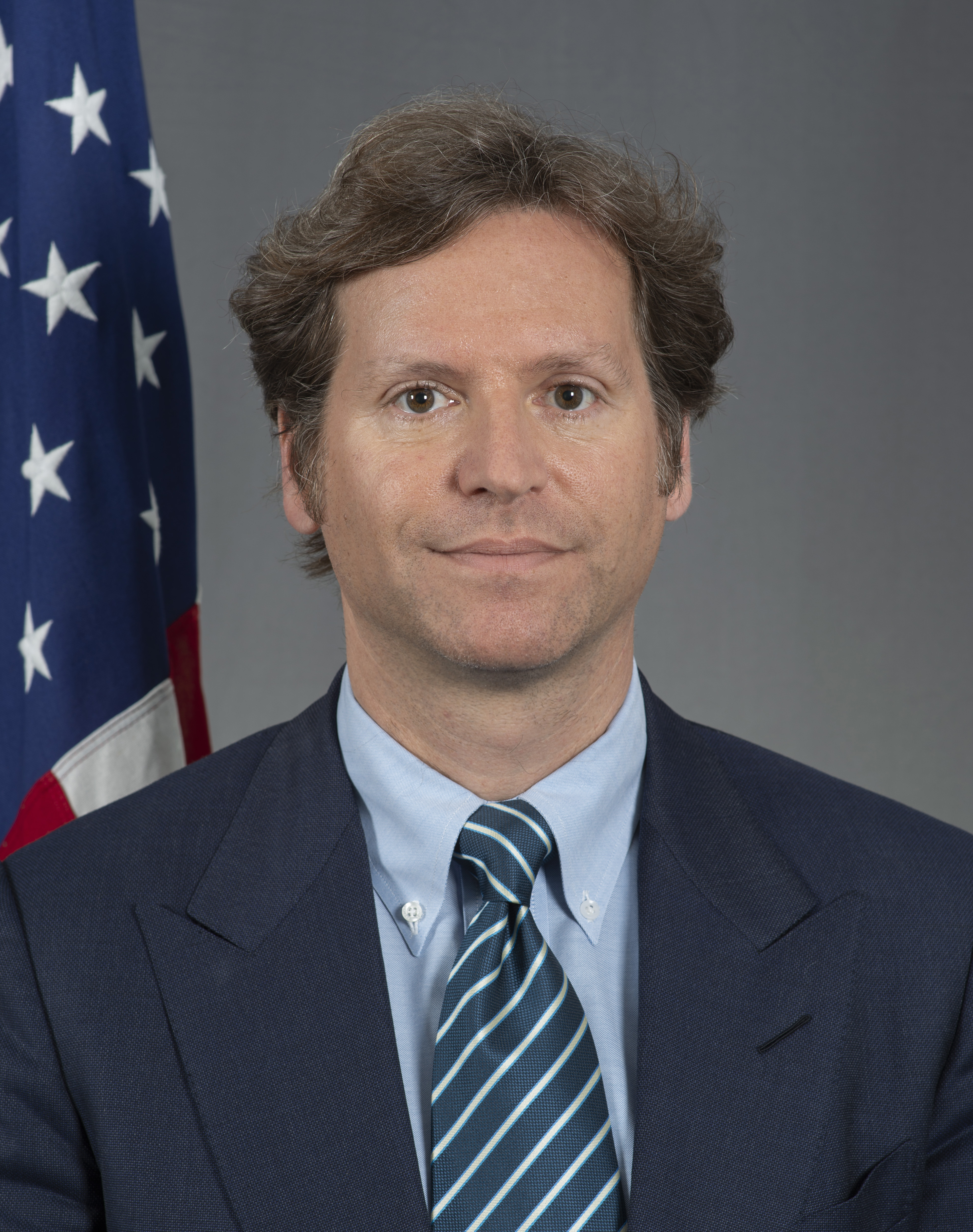
Trevor Traina, 2018

Trevor Dow Traina (* 16. Mai 1968 in San Francisco, Kalifornien, USA) ist ein US-amerikanischer Unternehmer und war von 2018 bis 2021 Botschafter der Vereinigten Staaten in Österreich.

## Werdegang und berufliche Karriere
Trevor Traina ist Sohn von Diane Buchanan Wilsey und dem Schiffsmagnaten und Kunstsammler John Traina (1931–2011). Sein jüngerer Bruder Todd (* 1969) ist Filmproduzent. Marisa Traina Hahn (1926–2013), die Schwester seines Vaters, war die Ehefrau des früheren Volkswagen-Chefs Carl Hahn. Sein Großvater mütterlicherseits, Wiley T. Buchanan, Jr., war von 1975 bis 1977 Botschafter in Österreich.
Trevor Traina studierte an den Universitäten Princeton (Abschluss als Bachelor) und Oxford (Abschluss in Politikwissenschaft). An der Haas School of Business der kalifornischen Universität Berkeley erwarb er einen Abschluss als MBA. Traina begann seine Karriere als Brand Manager bei Seagram.
Als Unternehmer war er an der Gründung mehrerer innovativer Unternehmen beteiligt, darunter CompareNet, welches 1999 von Microsoft gekauft wurde. Daneben gehört er zu den Kuratoren des Fine Arts Museum in San Francisco, der Haas School of Business und des Princeton University Art Museum und von anderen Institutionen. Er schrieb Kolumnen für das Onlinemagazin Huffington Post sowie für das Lifestyle-Magazin Town and Country.
Er war Geschäftsführer des von ihm gegründeten Handelsunternehmens IfOnly.com, welches „einzigartige Erlebnisse“ und Luxusartikel vermarktete und eigenen Angaben zufolge einen Teil der Erlöse einem guten Zweck widmete.
Traina ist verheiratet mit Alexis Swanson Traina und hat zwei Kinder. Sein Hobby gilt dem Sammeln von Fotografien. Eine Ausstellung seiner Kollektion im Sommer 2012 im Fine Arts Museum in San Francisco war medial umstritten. Für die österreichische Illustrierte Falstaff gab das Ehepaar Traina in einer Foto-Homestory Einblicke in die Residenz des Botschafters.

## Diplomatische Karriere
Traina wurde am 23. Jänner 2018 von Präsident Donald Trump für das Amt des Außerordentlichen und bevollmächtigten Botschafters der Vereinigten Staaten von Amerika für die Republik Österreich nominiert. Der Posten war seit Abberufung der Demokratin Alexa Wesner unmittelbar nach der Amtseinführung von Donald Trump im Jänner 2017 vakant. Der US-Senat bestätigte die Nominierung Trainas am 22. März 2018.
Offiziell nahm Trevor Traina seine Tätigkeit als US-Botschafter in Österreich mit der Übergabe seines Beglaubigungsschreibens an Bundespräsident Alexander Van der Bellen am 24. Mai 2018 auf, nachdem er bereits am 18. Mai in Wien angekommen war.
Weil Traina während der LGBT-Veranstaltung EuroPride Vienna im Juni 2019 entgegen behördlicher Anordnung des State Departments am Botschaftsgebäude auch die Regenbogenfahne hissen ließ, wurde er kritisiert. Die bedeutendste diplomatische Aktivität seiner Amtszeit war neben dem Besuch von Bundeskanzler Kurz im Weißen Haus der Besuch von Außenminister Mike Pompeo am 14. August 2020 in Wien.
Seine Tätigkeit als österreichischer Botschafter endete mit dem Ende der Amtszeit Donald Trumps im Jänner 2021. Zuvor wurde Traina noch am 18. Jänner 2021 von Bundeskanzler Sebastian Kurz das Große Goldene Ehrenzeichen für Verdienste um die Republik Österreich überreicht.